# Lac d'Enghien

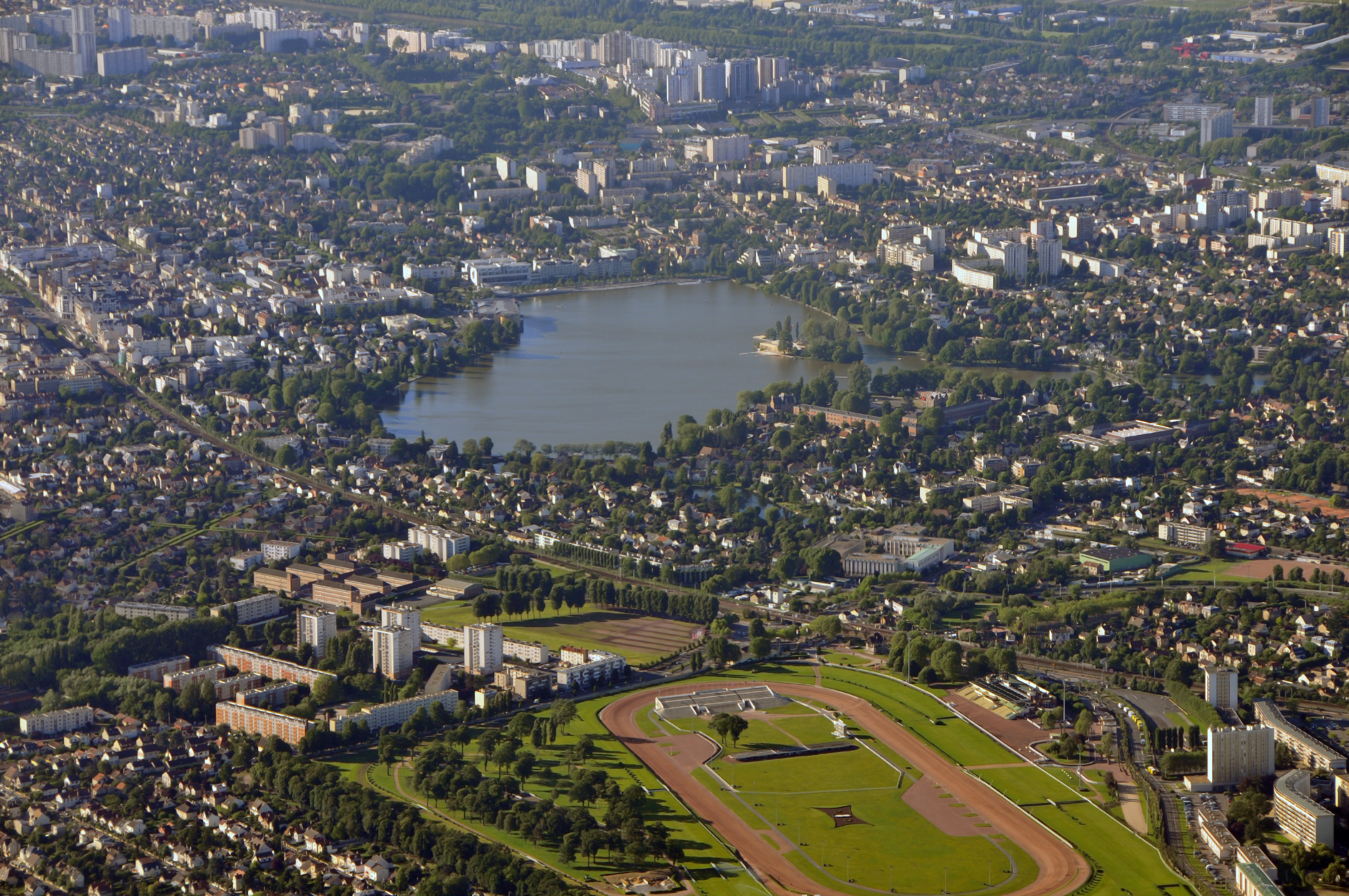
Vista aérea do Lac d'Enghien.

O Lac d'Enghien é um lago artificial, situado no departamento Val-d'Oise, onze quilômetros ao Norte de Paris.

## Histórico

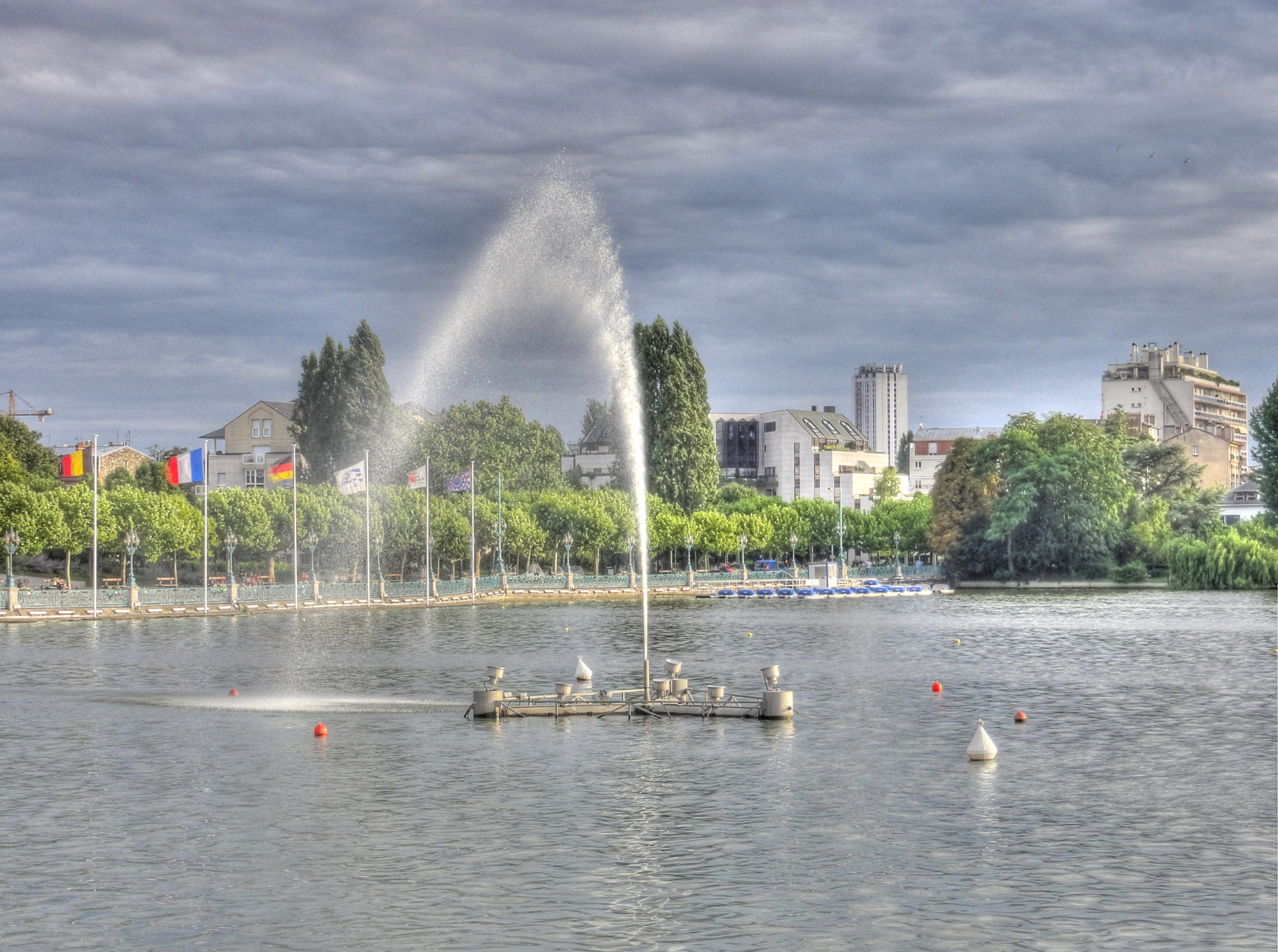
A fonte flutuante instalada
no Lac d'Enghien em 2007.

No final do século XI, provavelmente por ordem do seu proprietário, o Lorde de Montmorency, o local foi cercado por uma barragem para elevar o nível da água, formando um criadouro de peixes, a comida favorita de Montmorency, porém muito cara na época.
O local onde o lago estava localizado foi objeto de disputa com os religiosos e produtores vinícolas daquela região até o século XVII, mas o destino daquele local mudaria radicalmente ao final do século XVIII.
A partir de 1766, o padre Louis Cotte, Oratório de Montmorency, descobriu as propriedades da água que emanava do lago, o que fez o negócio de banhos prosperasse a partir de 1779.
As notícias de que a água do Lac d'Enghien curou a úlcera do Rei Luís XVIII em 1821, só fez com que a fama do lugar crescesse, gerando uma rápida urbanização, e com a chegada da ferrovia em 1846, a distância de Paris à estação termal se reduziu a vinte minutos. 
Em 1906 e 1907, o lago foi palco dos experimentos aeronáuticos de Louis Blériot, que mandou construir um hangar nas imediações. 
O lago também palco da estreia do cinema em cores, quando Charles Pathé o filmou usando um novo processo, a tricromia.
Depois da Primeira Guerra Mundial, o lago sofreu uma importante invasão de praga ficando infestado de vegetação, e foi limpo pela primeira vez durante o inverno de 1926-1927, mas não evitou que a grama retornasse no ano seguinte. Uma nova limpeza mais elaborada foi efetuada em 1959. Uma nova limpeza foi efetuada em 2000.
Em 2007, um decreto municipal tornou o lago uma "área de proteção ambiental". Nesse mesmo ano, uma fonte flutuante foi instalada a frente do cassino.

## Galeria

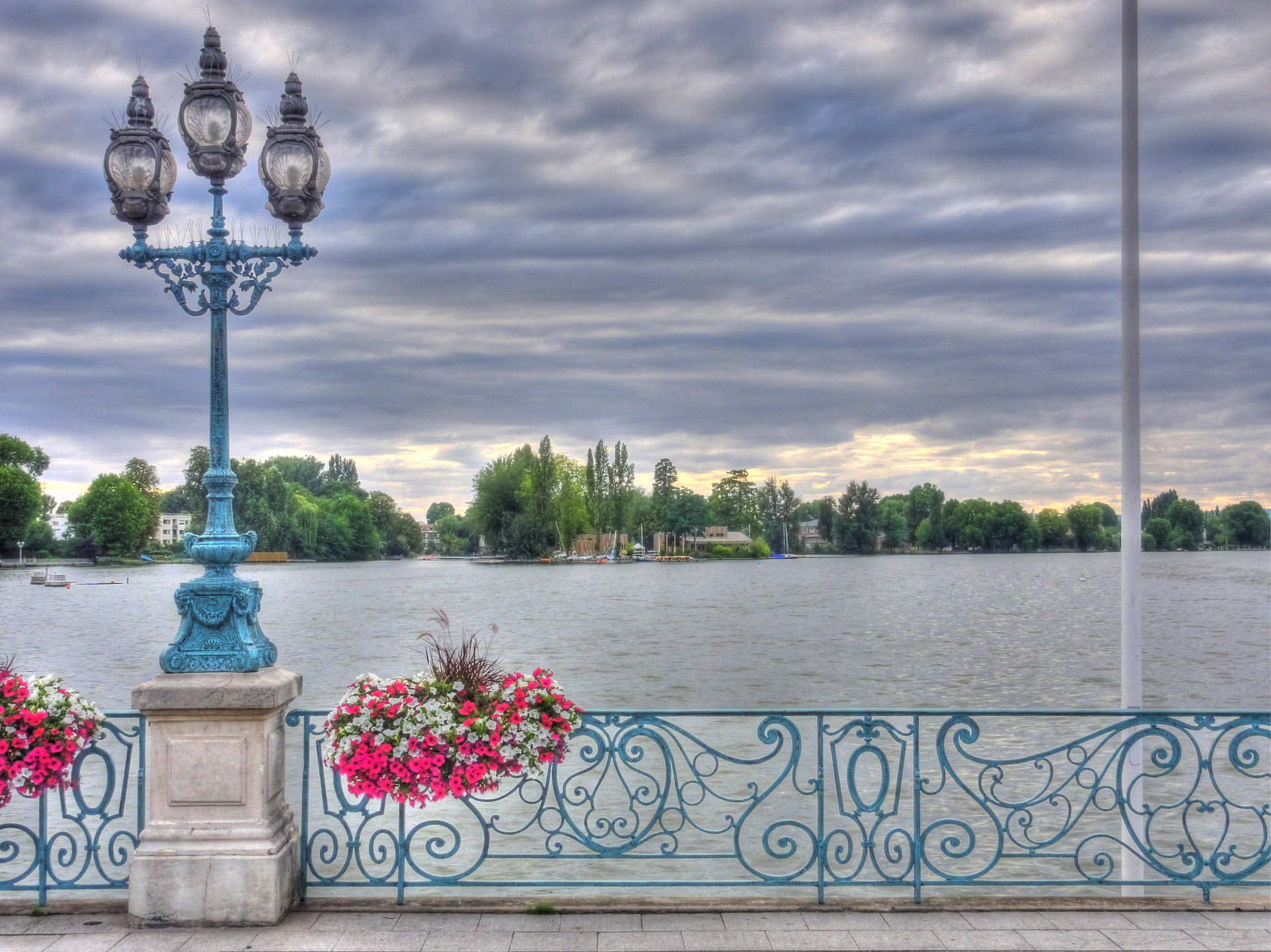
A balaustrada de la jetée, com a ilha de Cygnes ao fundo.
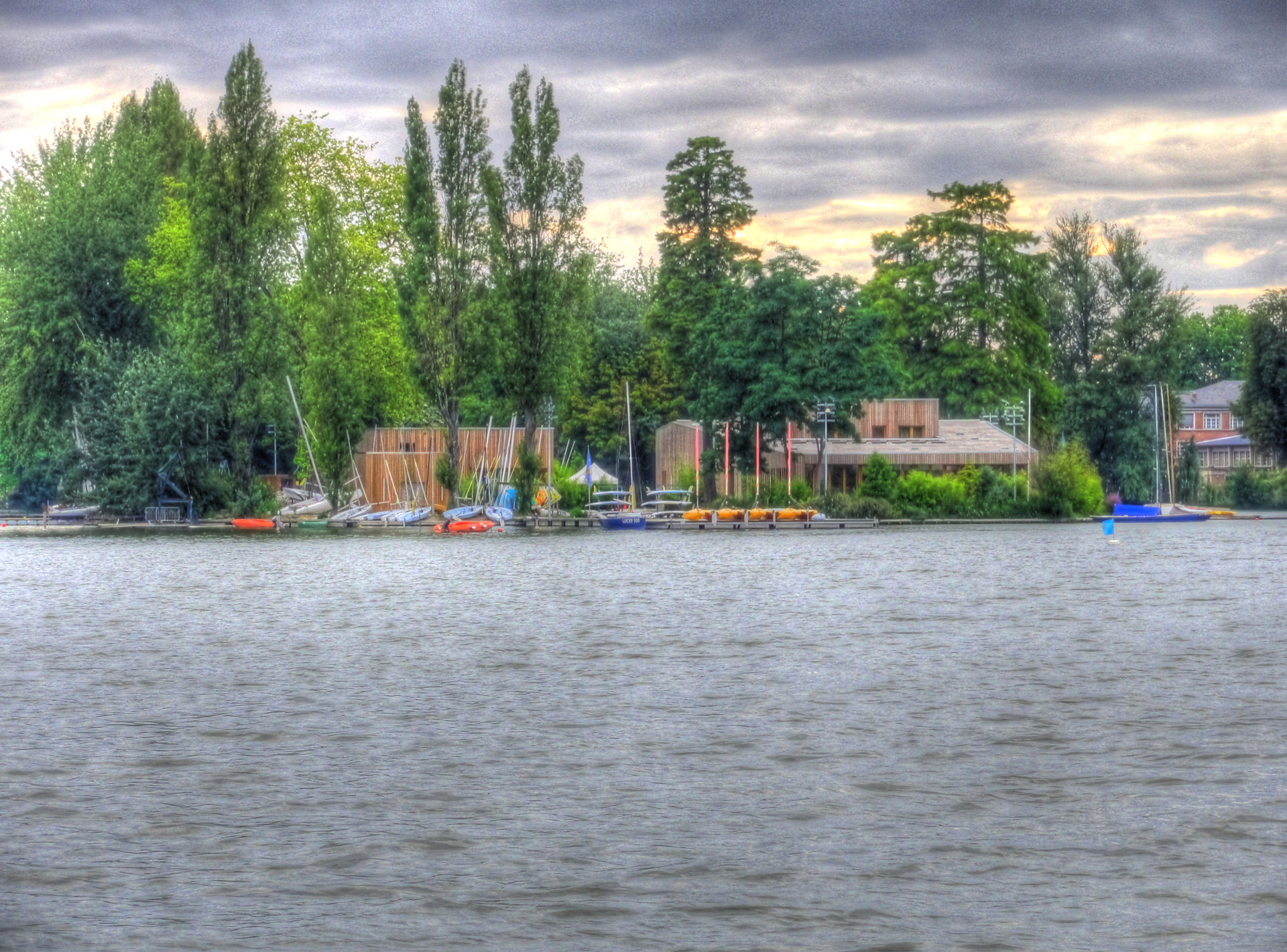
Vista da ilha de Cygnes.
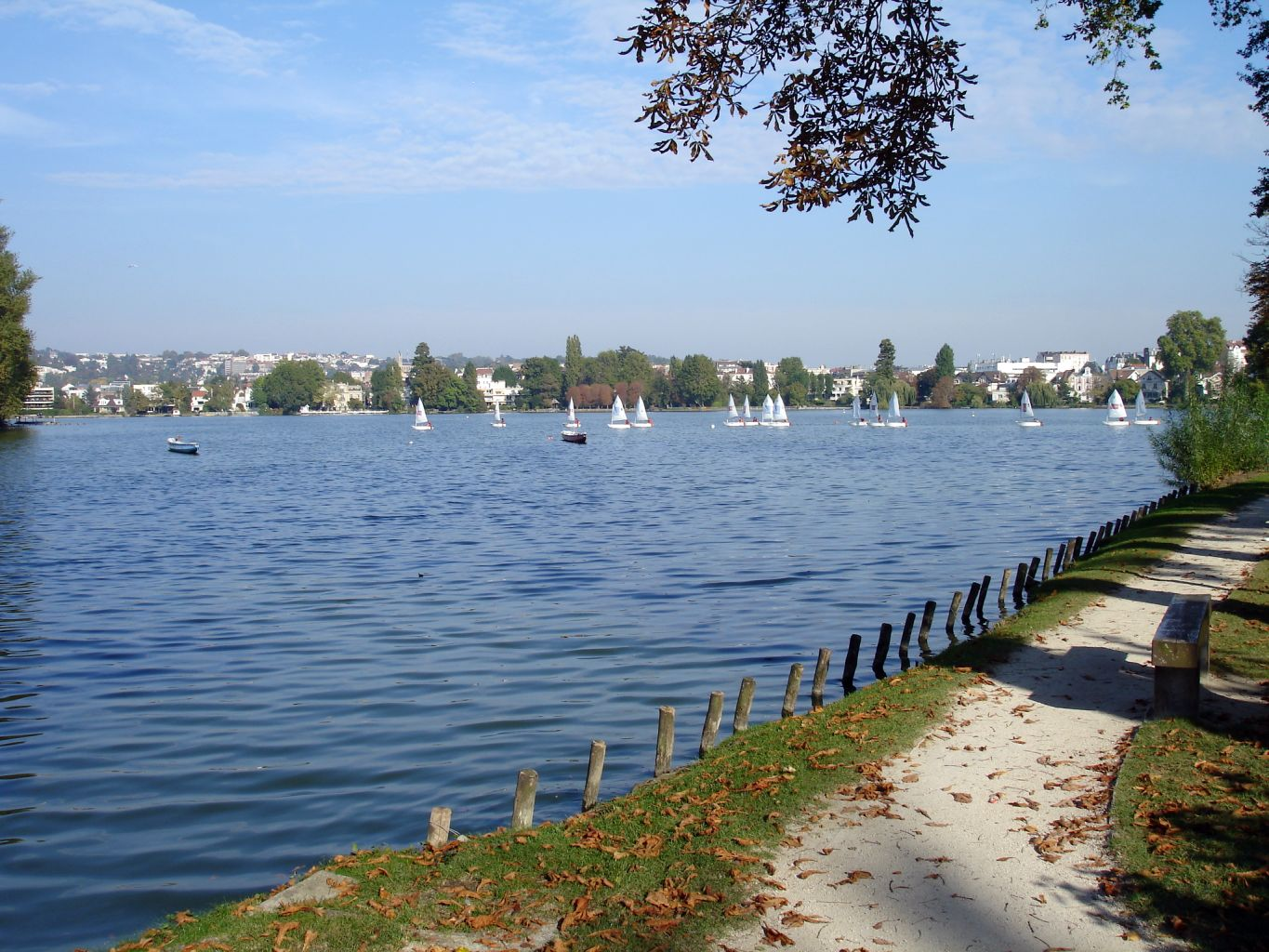
Barcos a vela navegando no lago.
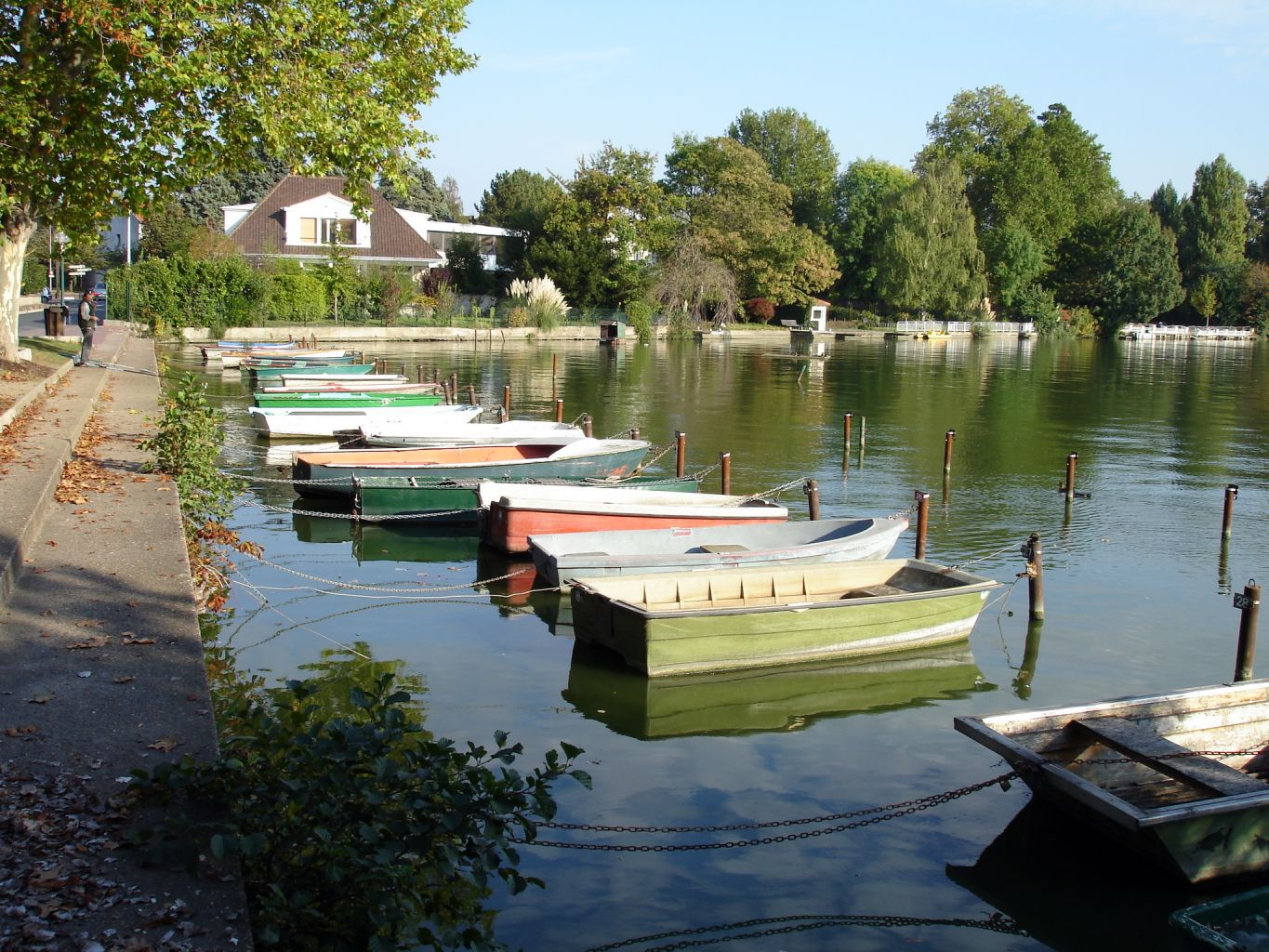
Barcos atracados no cais em Éric-Tabarly.